# Auffreville-Brasseuil
Auffreville-Brasseuil è un comune francese di 607 abitanti situato nel dipartimento degli Yvelines nella regione dell'Île-de-France.
Il suo territorio è bagnato dal fiume Vaucouleurs.

## Società

### Evoluzione demografica
Abitanti censiti